# William Smith Clark

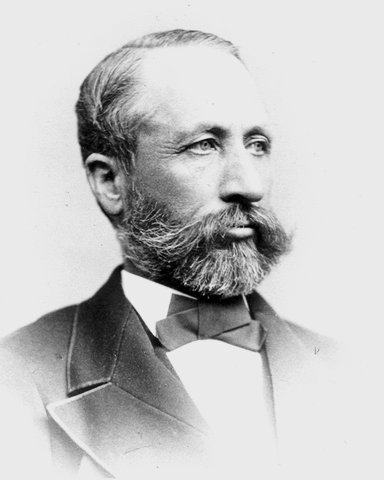
William Smith Clark.

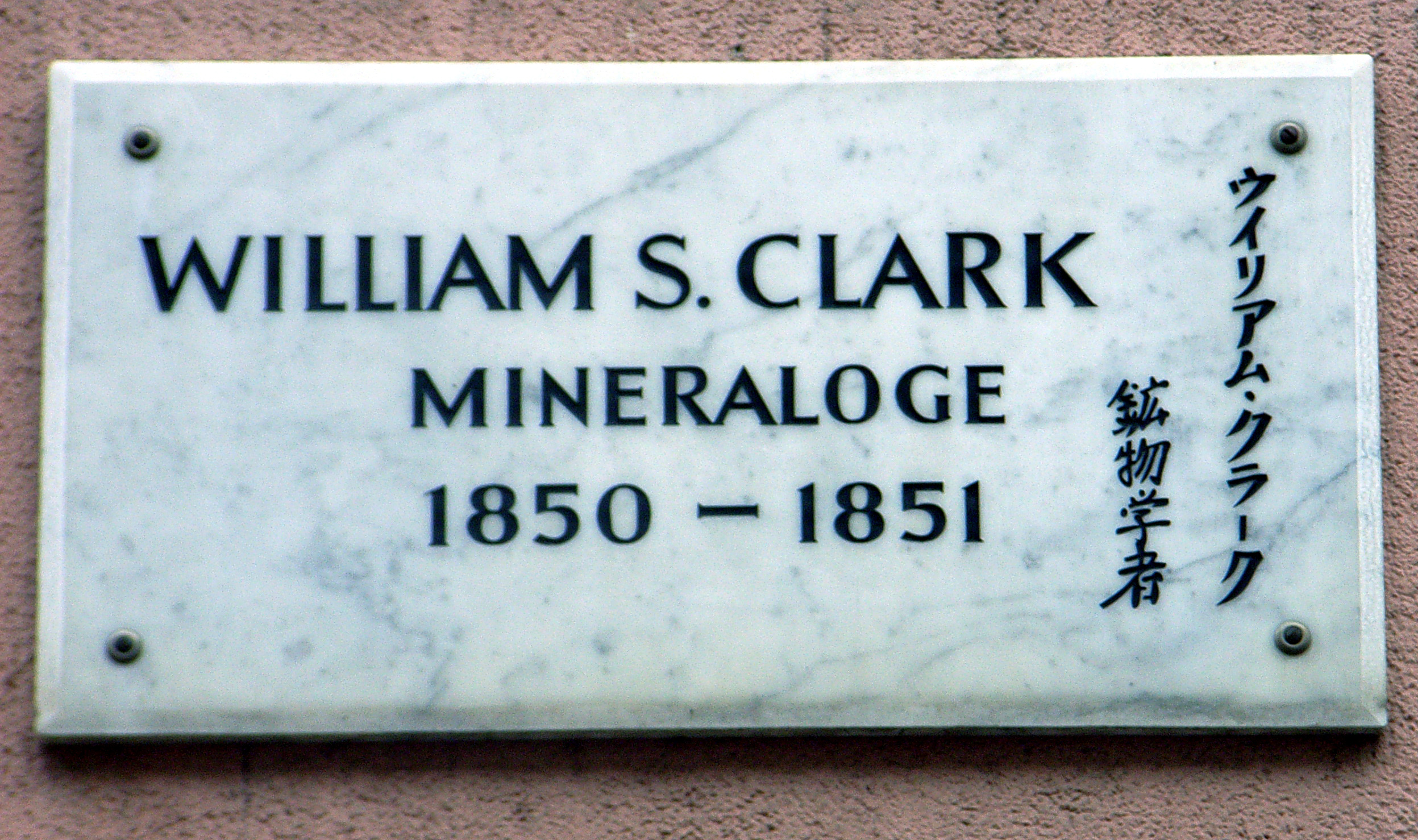
Göttinger Gedenktafel für William S. Clark

William Smith Clark (* 31. Juli 1826 in Ashfield, Franklin County, Massachusetts; † 9. März 1886 in Amherst, Massachusetts) war ein amerikanischer Hochschullehrer. Durch seine Rolle als o-yatoi gaikokujin (ausländischer Experte) ist er besonders in Japan bekannt.
Er war seit 1853 mit Harrietta K. Richards verheiratet, die ihm 11 Kinder gebar.

## Leben
William Smith Clark wurde als einziger gemeinsamer Sohn von Dr. Atherton Clark und dessen zweiter Frau Harriet Smith Clark geboren. Seine Kindheit verbrachte er in Ashfield und Cummington.
1841 begann Clark seine Ausbildung am Williston Seminary in Easthampton, die er 1844 abschloss. Im Herbst desselben Jahres begann er sein Studium am Amherst College, das er 1848 absolvierte. Anschließend lehrte er bis 1850 Naturwissenschaften am Williston Seminary. Danach ging er nach Deutschland, wo er an der Universität Göttingen Botanik und Chemie studierte und 1852 zum Dr. phil. promovierte. Zurück in den Staaten lehrte Clark von 1852 bis 1867 als Professor für Botanik, Chemie und Zoologie an seiner Alma Mater, dem Amherst College. Ab 1867 fungierte er bis 1879 als Präsident am neuen Massachusetts Agricultural College.
Clarkes akademische Karriere wurde durch den amerikanischen Bürgerkrieg unterbrochen, in dem er von 1861 bis 1863 auf der Seite der Union kämpfte und zuletzt im Rang eines Colonel im 21. Freiwilligenregiment der Infanterie diente. Anschließend wurde er in den späten 1860ern mehrfach in das Repräsentantenhaus von Massachusetts gewählt. 1868 wurde er in die American Academy of Arts and Sciences gewählt.
1876 reiste Clarke auf Bitten der Meiji-Regierung nach Sapporo, wo er unter Kuroda Kiyotaka am Aufbau der Landwirtschaftshochschule Sapporo beteiligt war und als deren erster Vize-Präsident fungierte. In Erinnerung blieb er dort bis heute insbesondere durch seine Abschiedsworte am Ende seines acht Monate dauernden Aufenthaltes: “Boys, be ambitious!” („Jungs, seid ehrgeizig!“).
Eine Statue in Lebensgröße von ihm befindet sich auf dem Hitsujigaoka-Aussichtshügel im Süden Sapporos.